# Протопопов, Степан Алексеевич
Степа́н Алексе́евич Протопо́пов 1 [13] июля 1843 года — 12 [25] января 1916 года) — статский и мануфактур-советник, потомственный почётный гражданин, московский купец 1-й гильдии, предприниматель, общественный деятель, меценат и крупный благотворитель.

## Биография

### Семья
Степан Алексеевич происходил из старинной купеческой семьи. Родился 1 [13] июля 1843 года в Москве.
- Брат — Николай Алексеевич (1842—1919) — московский купец 1-й гильдии, потомственный почётный гражданин, выборный Московского купеческого сословия, благотворитель. Был женат на дочери А. А. Бахрушина Клавдии[1].
- Супруга — Мария Ивановна, урождённая Четверикова (1849—1923) — сестра Сергея Ивановича Четверикова.[2]
- Дочь — Екатерина Степановна (1 [14] апреля 1877 — 27 декабря 1942), замужем за Николаем Владимировичем Щенковым (1868—1943). Супруги скончались в эвакуации в Ташкенте. Дочь — Екатерина Николаевна (1899—1984).

### Коммерческая деятельность
Степан Алексеевич Протопопов, традиционно для купеческих семей, получил первоначальный опыт в деле своего отца. Затем он устроился на водочный завод М. А. Попова, где стал директором-распорядителем товарищества. Создал и долгое время был членом правления акционерного Общества «Радоха», имевшего химические заводы в Сосновце. Владел двумя московскими заводами: воскобелильным за Калужской заставой (основанным в 1845 или 1857 году) и свечного в Хамовниках (основанным в 1862 или 1872 году). Торговал свечами, будучи совладельцем основанного в 1876 году Торгового дома «Степан Протопопов с братьями». Один из директоров Товарищества Городищенской суконной фабрики С. И. Четверикова.
С. А. Протопопов 35 лет состоял председателем Правления Северного Страхового общества и 22 года (с 1892 года) председателем Совета Московского купеческого общества взаимного кредита. Был также председателем Совета Московского торгового банка.

### Общественная и благотворительная деятельность
В 1877 году Степан Алексеевич был избран гласным Московской городской думы, где участвовал в работе нескольких комиссий.
В 1890—1892 годах состоял старшиной Московского купеческого общества, был одним из инициаторов учреждения кассы вспомоществования лицам купеческого звания. С 1873 по 1914 год был выборным Московского биржевого общества.
С. А. Протопопов состоял почётным членом Московского общества распространения коммерческого образования, одним из основателей которого он был. 15 [28] марта 1901 года Степан Алексеевич передал обществу в безвозмездное пользование земельный участок в Замоскворечье, а так же пожертвовал 50000 рублей на постройку здания для коммерческих курсов, позднее преобразованных в Московский коммерческий институт. Попечительский совет института возглавил А. С. Вишняков, а С. А. Протопопов стал одним из его членов, постоянно жертвуя средства на развитие учебного заведения. Одновременно он был почетным попечителем купеческих мещанских училищ.
Благотворительная деятельность Степана Алексеевича была известна в Москве. В Обществе попечения о детях лиц, ссылаемых по судебным приговорам в Сибирь он был 30 лет вице-президентом. На средства купца в 1896 году Обществу было построено убежище для детей-сирот. Ежегодные крупные пожертвования Степана Алексеевича обеспечивали существование приюта Цесаревны Марии. На его же средства были построены и содержались богадельня и открытый в 1902 году детский приют. Также С. А. Протопопов был попечителем Тверского городского попечительства о бедных.
Труды Степана Алексеевича были замечены великой княгиней Елизаветой Фёдоровной. В 1892 году она пригласила Протопопова в первый состав совета Елизаветинского благотворительного общества, а в 1907 году — попечителем комитета о Сергиево-Елизаветинском трудовом убежище для увечных воинов русско-японской войны.
Долгие годы С. А. Протопопов был старостой своего приходского храма Успения на Могильцах, располагавшегося вблизи его дома. Был крупным жертвователем на перестройку храма преподобного Сергия Радонежского лейб-гвардии 2-го Царскосельского стрелкового батальона, шефом которого был супруг Елизаветы Фёдоровны — великий князь Сергей Александрович.
Степан Алексеевич скончался в Москве 12 [25] января 1916 года. Похоронен на Ваганьковском кладбище.

## Адреса
- Чистый переулок, дом 5. Усадьба была приобретена в 1899 году С. А. Протопоповым и записана на имя его супруги — Марии Ивановны. Семья Протопоповых владела домом до 1918 года.
- Сеченовский переулок, 9.